# Адирим
Адирим (ивр. עוצבת אדירים‎) — резервная 7338-я артиллерийская бригада Армии обороны Израиля, структурно подчиненная дивизии «Ха-Галиль».

## История
С созданием дивизии «Ха-Галиль» после операции «Литани» штаб бригады был создан под командованием Шмуэля Решефа. Бригады участвовала в Первой ливанской войне и Второй ливанской войне.
Во время Первой ливанской войны бригада состояла из двух дивизионов самоходных орудий «M109 (САУ)»: 411-го и 402-го дивизионов, а также геолокационный дивизион. Бригада оказывала помощь 211-й бригаде, дивизии Ха-Эш и 847-й бригаде.
19 октября 1988 года в ходе оперативной деятельности в Ливане 5 бойцов бригады были убиты в результате взрыва заминированного автомобиля возле колонны военной техники после того, как они проехали «Шаар Фатме».

## Состав бригады
Бригада Адирим состоит из четырёх батальонов:
- Батальон 9231 («Грифы» ивр. הנשרים‎)
- Батальон 9251 («Соколы» ивр. בז‎)
- Батальон 9294 («Орлы» ивр. עיט‎)
- Батальон 508 («Коршуны» ивр. דיה‎)